# HD201601
HD201601 — хімічно пекулярна зоря спектрального класу
A9 й має  видиму зоряну величину в смузі V приблизно  4,7.
Вона  розташована на відстані близько 114,9 світлових років від Сонця.

## Пекулярний хімічний склад
Зоряна атмосфера HD201601 має підвищений вміст 
Eu
.

## Магнітне поле
Спектр даної зорі вказує на наявність магнітного поля у її зоряній атмосфері.
Напруженість повздовжної компоненти поля оціненої з аналізу
наявних ліній металів
становить 1347,1±  31,4 Гаус.